# Centre libéral
Le Centre libéral (Liberalt Centrum) est un parti politique danois ayant existé entre 1965 et 1969.

## Résultats électoraux

### Élections législatives
| Année | Voix   | %    | Sièges  | Rang | Gouvernement |
| ----- | ------ | ---- | ------- | ---- | ------------ |
| 1966  | 69 180 | 2,48 | 4 / 179 | 6e   |              |
| 1968  | 37 407 | 1,31 | 0 / 179 | 7e   |              |